# Mentzelberg
Der Mentzelberg ist ein 2330 m hoher Berg im ostantarktischen Königin-Maud-Land. Er ragt 10 km westlich des Zimmermannbergs im Otto-von-Gruber-Gebirge auf.
Entdeckt und benannt wurde er bei der Deutschen Antarktischen Expedition 1938/39 unter der Leitung des Polarforschers Alfred Ritscher. Namensgeber ist Rudolf Mentzel (1900–1987), ab 1936 Präsident der Deutschen Forschungsgemeinschaft.